# Imperial, Nebraska
Imperial är administrativ huvudort i Chase County i delstaten Nebraska. Enligt 2010 års folkräkning hade Imperial 2 071 invånare.